# Русская дорога (команда КВН)
«Русская дорога» — команда КВН из Армавира, четырежды участница Высшей лиги КВН. Название дано по одноимённому альбому Игоря Растеряева.

## Стиль
В Международной лиге КВН 2014 года капитан команды Алексей Кривеня представил свою команду как «колхозную», что и стало основой для стиля — шутки на тему жизни в провинции и образы провинциалов из деревни, откуда якобы приехала команда. Из музыкальных номеров выделяется рэп-дуэт «Shadow of the Sky», который по сюжету предлагает свои песни продюсеру. Основная тема выхода — ска-исполнение песни «Земля в иллюминаторе», отбивки — «Русская дорога» (Игорь Растеряев).

## Выступления
Впервые Кривеня, Манасян и Конюхов собрались в 2009 году для выступлений в КВН, а коллектив появился в 2012 году. Дебютным стало выступление в Кубке губернатора Ставропольского края (2-е место), в 2014 году команда выступила на Сочинском отборочном фестивале и прошла в Международную лигу КВН в Минске, удачно выступив там и завоевав титул чемпионов. В 2015 году команда прошла на Сочинском фестивале в Первую лигу КВН, дойдя до финала. В 2016 году армавирцы приехали на сочинский фестиваль «КиВиН», где получили приглашение в Высшую лигу Клуба веселых и находчивых, однако дебютный сезон закончился на четвертьфинале (3-е место).
Через год на отборочном сочинском фестивале «КиВиН» команда снова получила приглашение в Высшую лигу, уверенно выиграв 1/8 и 1/4 финала, дойдя до полуфинала и заняв 3-е место. В 2018 году команда снова выиграла 1/8 и 1/4 финала, но в полуфинале заняла 4-е место. Команде удалось пройти в финал благодаря Кубку мэра Москвы 2018 года, который она выиграла вместе с «Вяткой». Финал завершился 3-м местом для «Русской дороги»: команда получила самые низкие баллы в конкурсах «Приветствие» и «Капитанский», набрав высокие баллы лишь в «Музыкальном фристайле». По окончании финала Высшей лиги КВН 2018 года команда заявила о том, что уходит из КВН на некоторое время, что подтвердилось на Сочинском отборочном фестивале 2019 года, но вернулась на Голосящий КиВиН-2019. 2018 год стал рекордными и для «Русской дороги»: команда выступила во всех проектах Высшей лиги (4 выступления в турнире Высшей лиги, выступление на сочинском гала-концерте «КиВиН», на фестивале «Голосящий КиВиН» в Светлогорске, на Кубке мэра Москвы и на Летнем кубке в Сочи). «Русская дорога» с 8 выступлениями побила рекорд «Новых армян» 1999 года, у которых было 7 выступлений.
Перед началом сезона КВН 2020 года из команды ушёл Грант, игравший Тимофея, и его в 1/8 финала заменила Тома (Тамара Турава) в роли «дурковатой» сестры Тимофея, а в 1/4 финала вместо Томы в дальнейшем выступал Владислав «Валдес» Романов (команда «НАТЕ» из станицы Брюховецкая). По итогам сезона «Русская дорога» взяла Малый КиВиН в золотом на фестивале «Голосящий КиВиН» (четвёртый КиВиН в истории команды), но главным её успехом стала победа в Высшей лиге КВН с командой «Сборная Татнефти». В полуфинале армавирцы получили максимальный балл за все конкурсы и повторили рекорд команд «Вятка» и «Так-то», одержав 3 победы с максимальным количеством баллов.

## Состав
- Алексей Кривеня — капитан. Образ — рубаха-парень Лёха и его многочисленные родственники. В начале приветствия обращается к зрителям «Хэллоу, пипл!». Всегда появляется на сцене в ушанке. Дядей Пашей называется "рыжим".
- Грант Манасян. Образ — Тимофей. Лёхой назывался «балбесом». Во время подготовки миниатюры и отсутствия Лёхи на сцене переговаривался с Егорычем. В 2020 отказался от игры за команду по личным причинам. Умер 24 ноября 2023 года[4].
- Максим Конюхов. Образ — Егорыч. Усатый алкоголик-ценитель женщин среднего возраста. Исполняет почти все песни команды. Во время подготовки миниатюры и отсутствия Лёхи на сцене переговаривался с Тимофеем.
- Денис Шуренко. Образ — участковый дядя Паша. Выходит на сцену под музыку, которая якобы звучит из машины его напарника Юры, и постоянно требует её выключить. Негласно конфликтует с командой.
- Тамара Турава. Образ — Тома, сестра Тимофея. Появилась в команде во второй 1/8 финала Высшей лиги 2020 года, после ухода из команды Гранта Манасяна, играющего роль Тимофея.
- Владислав «Валдес» Романов. Присоединился к составу команды в третьей 1/4 финала Высшей лиги 2020 года, заменив Тамару, которая не очень хорошо была принята общественностью. В команде он позиционировался как новичок, не понимающий, как играть именно за «Дорогу».
- Роман Мережко. Конферансье команды. Выходит на сцену только для объявления номеров.
- Артур Агаджанов. Автор команды. Не участвует на сцене.

В выступлении «Русской дороги» на Кубке мэра Москвы в 2018 году участвовали ещё четыре КВНщика, примерившие сценические образы команды. Так, в образе Лёхи выступил Юсиф Юсифов («Борцы»), в образе Тимофея — Иван Брагин («Так-то»), в образе Егорыча — Вера Гасаранова («Раисы»), в образе дяди Паши — Богдан Лисевский («Плюшки имени Ярослава Мудрого»).
В финале 2018 года в своём музыкальном фристайле «Русская Дорога» раскрыла личность Юры, который всё время включал музыку из машины дяди Паши. Им оказался Юрий Аксюта, музыкальный продюсер Первого канала.

## ПостКВН
Алексей Кривеня, Максим Конюхов, Денис Шуренко, Владислав «Валдес» Романов — актёры юмористического шоу «Между нами шоу» на телеканале СТС в 2021 году. Также в 2021 году команда в своём чемпионском составе принимала участие в шоу «Суперлига» на СТС.
Алексей Кривеня и Максим Конюхов — резиденты юмористического шоу «Comedy Club» на телеканале ТНТ с осени 2021 года по зиму 2023 года (17 и 18 сезоны).
В 2023 году Алексей Кривеня был ведущим первого сезона шоу производства АМиК «Пожалуйста, не рассказывай», выходящего на Rutube. Кроме этого неоднократно приглашался в жюри Высшей лиги КВН.
Владислав Романов, который до участия в «Русской дороге» играл в Высшей Лиге в составе команды «НАТЕ», в 2023 году провёл четыре игры в составе команды «Ровеньки» — 1/4, 1/2, финал Высшей Лиги и Голосящий КиВиН. А в 2024 году вновь выступил с ними со стадии четвертьфинала до финала.
В 2024 году на СТС появилось новое юмористическое шоу с одноимённым названием — «Русская дорога». Проект состоит из скетчей, где разыгрываются забавные ситуации из жизни россиян. В шоу, помимо участников команды, присутствуют также другие известные КВНщики и комики, среди которых: Елизавета Ющук («Nаполеон Dинамит»), Антон Остерников («Гураны»), Ренат Мухамбаев («Сборная Камызякского края»), Марина Федункив («Добрянка»), Иван Пышненко («Станция Спортивная»), Сергей Беляев («Nаполеон Dинамит»). Премьера должна была состояться 9 июня, но спустя несколько дней проект убрали из сетки вещания. Новая дата показа — 7 июля.

## Достижения
- Высшая лига КВН
  - Чемпионы: 2020
  - Финалисты: 2018
  - Полуфиналисты: 2017
  - Четвертьфиналисты: 2016
- Первая лига КВН
  - Финалисты: 2015
- Международная лига КВН
  - Чемпионы: 2014
- Голосящий КиВиН
  - Малый КиВиН в золотом: 2020
  - Малый КиВиН в золотом: 2019
  - Большой КиВиН в светлом: 2017
  - Малый КиВиН в светлом: 2018
- Летний кубок:
  - Победители (в качестве приглашённой команды в тандеме с «Азией MIX»): 2018
  - Победители (в тандеме с приглашённой командой «ИП Бондарев»): 2021
  - Победители: 2022
- Кубок мэра Москвы
  - Победители: 2017 (в номинации «Играют»), 2018